# Podzemní továrna stíhaček Messerschmitt (Františkov)
Podzemní továrna stíhaček Messerschmitt ve Františkově je soustava podzemních prostor nacházející se v části obce Kvilda v okrese Prachatice v Jihočeském kraji. Za druhé světové války se zde nacházela továrna, ve které nacisté vyráběli součásti stíhačky Messerschmitt Me 262. Budova továrny stála na levé straně Teplé Vltavy v místech dnes hustého smrkového lesa, před odbočkou k penzionu Františkov.

## Historie

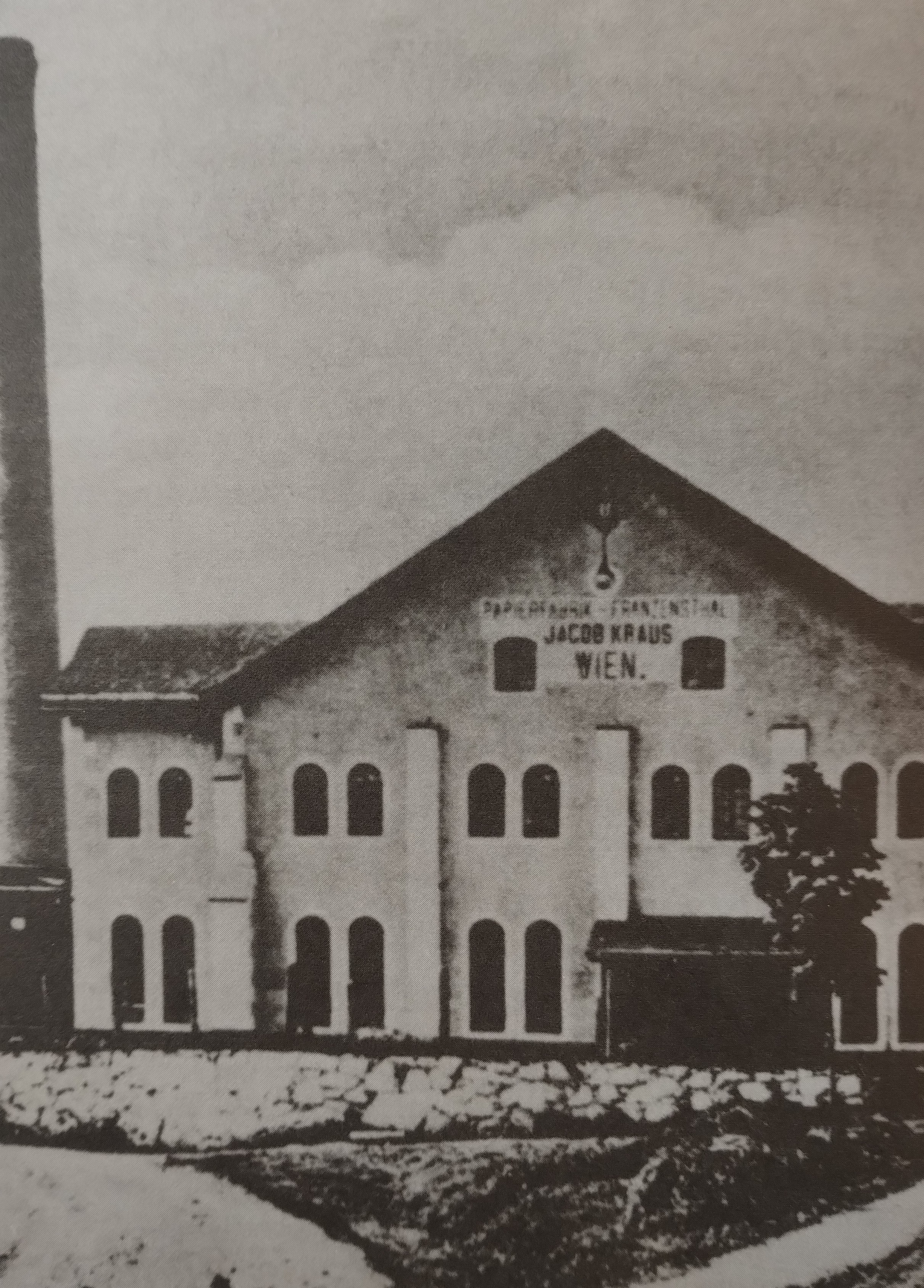
Papírna v dobách Jacoba Krause

Oblast Františkova patřila až do konce druhé světové války k nejprůmyslovějším částem Šumavy. Již v roce 1686 zde vznikla první sklářská huť. Po roce 1852 spadala pod novou sklárnu, která dostala po hraběti Franzi Thun-Hohensteinovi název „Franzenshütte“ a z názvu sklárny pak pochází i jméno „Franzenstahl“, česky Františkov.
V roce 1895 zahájil židovský podnikatel Jacob (Jakub) Kraus přestavbu sklárny na papírnu. Ta byla dokončena v roce 1897 a vznikla během ní ještě další továrna (tzv. „severní“). Na Vltavě pak zřídil dvě vodní elektrárny, jejichž elektřina sloužila k pohonu papírenských strojů. Jedna z elektráren funguje dodnes. V roce 1912 z firmy vznikla akciová společnost "Spojené papírny a Ultramarin fabriky A. G. Jacob Kraus se sídlem ve Vídni, správa české části sídlila v pražském Karlíně. V papírně pracovalo 150 až 200 zaměstnanců. V důsledku světové hospodářské krize byla výroba v roce 1930 ukončena a továrna nebyla až do začátku druhé světové války využívána.
Po roce 1939 získala areál německá firma Möbelwerke. Továrna se postupně přeorientovala na výrobu letadel Messerschmitt. Výdaje související s přestavbou papírny na zbrojovku procházely účetnictvím firmy Knäbel a spol. ve Volarech (Knäbel a CO OHG). V říjnu 1943  odkoupil všechny akcie společnosti Möbelwerke Oskar Knäbel a stal se majitelem továrny. Zpočátku se v podniku prováděly pouze montážní práce. Později se zde začaly vyrábět součásti k letounům Me 262, např. kabiny či motory. Továrna zaměstnávala až 200 pracovníků. Šlo o zajatce z celé Evropy, odborníci např. z Francie, Belgie, Holandska či Ruska.
Po bombardování Německa v roce 1942 byla snaha přesouvat výrobu do podzemí, je tedy pravděpodobné, že tomu tak mohlo být i v případě továrny ve Františkově. Na konci druhé světové války Němci prostor zaminovali a odstřelili, vchody zasypali. Spojenecké letectvo provedlo nálet, který měl zasypat všechny vstupní prostory. V 50. letech 20. století v době komunismu byly pozůstatky továrny a její areál systematicky zlikvidovány a prostor zalesněn.[chybí lepší zdroj]

## Současnost
Nachází se zde podzemní místnosti, štoly a chodby, které jsou zčásti zatopené a téměř zcela zasypané. Zda patřily k tehdejší sklárně či papírně, anebo jestli je nacisti skutečně začali upravovat k podzemní výrobě, se zatím nepodařilo objasnit. Doklady o továrně a s ní spojené výrobě nelze dohledat ani v kronice obce Kvilda, zápisy z let druhé světové války nejsou k dispozici.
Vedle cesty vedoucí k penzionu Františkov se nachází vstup do potrubí. Pravděpodobně se jedná o náhon bývalé vodní elektrárny, která mohla v době výroby zásobovat továrnu energií. Roura vede do míst, kde stávala hlavní budova, a prochází i podzemními prostory.
K uctění památky zajatců, kteří za druhé světové války v továrně pracovali, byl na místě 13. července 2024 slavnostně odhalen zrestaurovaný křížek od Stanislava Schneedorfa. Kříž byl doplněn malbou svatého Františka z Assisi a požehnal mu farář římskokatolické farnosti ve Volarech Karel Falář.